# ドラえもんのひみつ道具 (せ)
ドラえもんのひみつ道具 (せ) では、藤子・F・不二雄の漫画『ドラえもん』、『大長編ドラえもん』(VOL.1〜17)、藤子・F・不二雄のその他の著作に登場するひみつ道具のうち、読みが「せ」で始まるものを列挙する。

## 正かくグラフ
正かくグラフ（せいかくグラフ）は、「グラフはうそつかない」（てんとう虫コミックス第8巻に収録）に登場する。
大きなボードにグラフ用の目盛とスイッチが配置された道具。知りたいグラフの題名と横軸の項目を書けば、すぐに棒グラフで表示してくれる。グラフを無理矢理改変すると書き足した分が飛び出して書いた者を打ち据え、グラフ通りの状態になるまで強制させられてしまう。たとえば「いいあたま」のグラフに書き足すと、グラフのとおりになるまで強制的に勉強させられる。これは自分のグラフを改変した場合であり、他人のグラフを改変した場合どうなるかは不明。のび太が調べたグラフの結果は、以下の通り。
| キャラクター名 | 力もち | いいあたま |
| -------------- | ------ | ---------- |
| 野比のび太     | 3      | 2          |
| 源静香         | 6      | 12         |
| 剛田武         | 10     | 4          |
| 骨川スネ夫     | 7      | 7          |

テレビアニメ第2作第2期「誕生!?大統領のび太」（2020年10月24日放送）では、リアルタイムで表示される設定になっており、選挙で使用したところ、投票者の人数が賄賂などで増減したり、ボードに書かれていない候補者の名前が出てくる描写があった。

## 正義のパトカー
正義のパトカー（せいぎのパトカー）は、「正義のパトカー」（てんとう虫コミックス『ドラえもんプラス』第3巻に収録）に登場する。
玩具のパトカーのようだが、悪事を見つけると自動的に駆けつけ、警棒を持ったマニピュレーターが伸びて悪者を叩きのめす。悪事とあらば、ささいな嘘や帰宅したとき「ただいま」と言わなかったなど、およそ犯罪とは呼べないものすら決して見逃さない。またドラえもん曰く、一度ポケットから出した後ではしまうことができないとのこと。作中では電柱から落ちたジャイアンに押し潰されて大破した。

## 正義ロープ
正義ロープ（せいぎロープ）は、「正義ロープ」（てんとう虫コミックス第23巻に収録）に登場する。
つる草のサイボーグ。地面に種をまき、水をかけると動き出す。悪者は絶対に許さず、ちょっとした嘘、ポイ捨て、立ち入り禁止の場所に侵入、人や動物を少しでも不快にさせただけで縛り上げる融通のきかない道具。罪が重ければ重いほど縛られ方は酷く、縛られる時間も長くなる。種の入っていた瓶の底の「ロープよびもどしボタン」を押すと瓶の中に呼び戻して元の種に戻せる。
テレビアニメ第2作第2期ではロープを切断（または引きちぎる）してもすぐに復元し、切れた部分は新たなロープとして増殖するという設定が追加されている。1回目ではトイレに向かおうと廊下を走った先生、ラジコンに八つ当たりして壊したスネ夫、猫を踏んづけたジャイアンがロープに縛られている。町中の人達はロープに縛られていたが、出木杉だけは何故か縛られていなかった。2回目（リメイク）ではロープを切断（または引きちぎる）する場面が無くなった。出木杉ではなく静香のママも登場するようになったほか、静香がロープに腕ごと縛られる、部屋のスリッパや降雨時は雷が鳴る音、ロープを大量に縛られた静香をおいてドラえもんとのび太の2人が自宅へ逃げるという演出も追加され、静香がロープに縛られた場所は2階の部屋ではなく、リビングの部屋に変更されている。のび太だけはロープに縛られていなかったことで、「ロープよびもどしボタン」を押して元に戻す場面も見られた。

## 税金鳥
声 - 加川三起（1980.4）→橘U子（2006.11）
税金鳥（ぜいきんとり）は、「税金鳥」（てんとう虫コミックス第22巻に収録）に登場する。
のび太がお小遣いの不平等さを嘆いてドラえもんに出してもらった道具。鳥の形をしたロボットで、登録した人間の所持金やお小遣いから税金を徴収する。税率は1000円未満は1割、1000円を超えると3割、1万円を超えると7割（累進課税）。支払い拒否した場合は電撃攻撃して無理やり差し押さえようとする。ただし、他人に頼まれたお使いの金からは税金を取ることができず、スネ夫はそれを利用してうまく税金逃れをした。
またジャイアンは欲しいものを友人から現物で取り上げていたので現金を持たず、結果として、努力して貯金していた出木杉や金尾が高い税金を取られ、彼ら以上に富裕なはずのスネ夫や、彼らを強引に登録させたジャイアンは1円も納税しないという不平等が生じてしまった。
作中の最後に、ジャイアンが拾った金への課税を拒否、差し押さえに怒ってバットで叩き壊してしまったが、壊れた後税金は税金鳥から出て来ず、どうなったか分からずじまいである。
この税金が一体何に使われているかは不明。

## 静止衛星
静止衛星（せいしえいせい）は、「広〜い宇宙で海水浴」（てんとう虫コミックス第29巻に収録）に登場する。
静止衛星の一種。大きさはソフトボールほど。作中ではこれを地球の軌道に浮かべ、それを芯にして「電送ポンプ」で地上から吸い上げた土や水でくるみ、海水浴場となる小さな衛星を作り上げた。この衛星は地球とは引力が異なっており、カナヅチののび太でも泳ぐことができる。

## 成長促進剤
成長促進剤（せいちょうそくしんざい）は、「のび太の恐竜」（てんとう虫コミックス第10巻に収録）、および『ドラえもん のび太の恐竜』に登場する。
その名の通り、飲ませることで動物の成長を促進する錠剤。のび太はこれにより、首長竜の赤ん坊のピー助を約2週間で成体にまで育て上げた。

## 成長そくしんライト
成長そくしんライト（せいちょうそくしんライト）は、「水たまりのピラルク」（てんとう虫コミックス第34巻収録）に登場する。
懐中電灯のような道具で、この光を生物に当てると生物を早く育てることができる。劇中ではタラの稚魚を半日とかからずに成体へ育て上げた。

## 生物コントローラー
生物コントローラー（せいぶつコントローラー）は、「グンニャリジャイアン」（てんとう虫コミックス第29巻に収録）に登場する。
豆粒のように小さなアンテナを動物の頭に貼り付けると、コントローラーによる遠隔操作によってその動物を自在に操ることができる。同様の道具に「人間ラジコン」がある。
『T・Pぼん』には同様の効果を持つ道具として「生体コントローラー」が登場する。

## 精霊よびだしうでわ
精霊よびだしうでわ（せいれいよびだしうでわ）は、「精霊よびだしうでわ」（てんとう虫コミックス第21巻に収録）に登場する。
精霊を人工的に作り出して出現させる腕輪。手首につけ、「――の精」と唱えてこすると、その精霊を呼び出すことができる。
呼び出された精霊は人に近い姿をして、古代ギリシャ風の衣装を身に付けており、それぞれの属性に沿った超能力を持つ。たとえば火の精なら炎を放て、雪の精なら雪を操れる。精霊は呼んだ者の頼み事をきいてくれるが、多少自我がある。それぞれの属性の物質（火、雪など）が近くになくなると瞬時に消滅する。
作中で呼び出した精霊は以下の2種類。
火の精
少年の姿で、髪が炎になっている。ストーブ代わりに呼び出したが、ただジッとしているのがつまらなくなり、のび太の部屋のカーテンを燃やそうとして暴れる。あわや火災発生のところで、近くにあった火（のび助の煙草）と共に消えた。
雪の精
長髪の若い女性の姿。のび太が「この寒さは雪のせいだな」と腕輪ごと手をこすったために呼び出された。のび太の頼みで雪遊びのために雪を降らすが、やり過ぎて交通麻痺まで起きてしまう。のび太に好意を抱き、彼に危害を加えたジャイアンらをこらしめたり、家に帰らせようとしたドラえもんを追い払ったりした。だが雪の中にい過ぎたのび太が風邪をひいて寝込み、最期は彼の熱を吸って消えていった。

## 設計機
設計機（せっけいき）は、「メカ・メーカー」（てんとう虫コミックス第22巻に収録）に登場する。
機械などの設計図がどんなにへたに書いてあっても、この道具に入れるとしっかりした設計図に書き直してくれる。

## 設計紙
設計紙（せっけいし）は、「設計紙で秘密基地を!」（てんとう虫コミックス第20巻に収録）に登場する。
「地下工事マシン」で地下を工事する際、その設計図を描くための方眼紙。使い方は普通の方眼紙と同じ。

## ぜったい安全がさ
ぜったい安全がさ（ぜったいあんぜんがさ）は、「ぜったい安全がさ」（てんとう虫コミックススペシャル『ドラえもんカラー作品集』第2巻に収録）に登場する。
この傘をさしていると、誰かに襲われても傘が風を起こして吹き飛ばしたり、ボールが飛んでくると傘がひとりでに打ち返したり、車に轢かれそうになると空中に飛び上がったりと、その名のとおり絶対安全に行動することができる。

## 絶対安全救命いかだ
絶対安全救命いかだ（ぜったいあんぜんきゅうめいいかだ）は、『ドラえもん のび太とブリキの迷宮』に登場する。
透明なビンの中に水が少量たまっており、その上にいかだが浮かんでいる。瓶を海に浮かべ、ビンのコルク栓に触れると体が小さくなり、ビンの中にあるいかだに乗ることができ、そのまま漂流していればビンは必ず目的地へたどり着く。どんな嵐でも沈まない。また外からはただの空きビンにしか見えないため、攻撃で破壊される心配もない（実際に攻撃を受けた場合どうなるかは描写が無い為不明）。いかだの上には実が生っているヤシの木が一本生えており、1日3回、「おべんとうの実」が落下し、実を割るとスパゲティやハンバーグ弁当、どら焼きなどが入っている。
目的地に絶対にたどり着くことが出来るが、その速さは波次第。嵐が起きて海が荒れ、急速に波によって運ばれるようなことがない限り、目的地への到着はゆっくりとしたものになる。ビンの中でオールを漕ぐ事で多少加速することはできる。

## セットメーカー
セットメーカーは、「またまた先生がくる」（てんとう虫コミックス第40巻に収録）に登場する。
ビデオカメラを象った道具。書き割りセットを作るためのもので、これを構えて建築物を頭に思い浮かべると、本物そっくりの書き割りが出現する。書き割りのため内装はないが、別途で内装を思い浮かべることで出現させることはできる。

## セルフアラーム
セルフアラームは、「セルフアラーム」（てんとう虫コミックス『ドラえもんプラス』第6巻に収録）に登場する。
大小2つの時計のついた容器であり、それぞれの時計の時間を設定するとそれぞれ大きな粒と小さな粒が出てくる。たとえば8時30分に設定すると大きな粒が8粒、小さな粒が30粒出てくる。それを飲むと、眠っていたとしても、その時間になると、その目的に応じた行動を起こして、目を覚まさせてくれる。たとえば、宿題する目的だと先生の声で、ジョギングする目的だと足が勝手に動くことで目を覚ますことができる。

## セルフしょうぎ
セルフしょうぎは、「ドラえもん大事典」（てんとう虫コミックス第11巻に収録）に登場する。
将棋の相手をしてくれる機械。これを使えば1人で対戦将棋を楽しめる（現在の将棋対戦ソフトと異なり、将棋盤で対局するための道具）。コンピューターを内蔵した本体、将棋盤を見つめる「やじうまアイ」、駒を手にする「連動マジックハンド」などで構成され、なぜか本体の後部にはトイレットペーパーもついている。将棋の腕前は自在に調節できる。
なお現実世界において、富士ゼロックス（現:富士フイルムビジネスイノベーション）の「四次元ポケットPROJECT」の第1弾として、2014年にこの「セルフ将棋」が製作された。原作を忠実に再現しているが、左右のテーブルの大型化や駒の向きを変えるターンテーブルの設置などの変更もある。「やじうまアイ」のカメラによって将棋の駒の位置を認識するシステムとなっており、盤面や駒も専用の特注品が使われている。
なお、将棋に近いチェスにおいては、「ドラえもん大事典」執筆時点で既に人間と対局する機械が開発されている。

## ゼロ戦
ゼロ戦（ゼロせん）は、「タイムマシンがなくなった!!」（てんとう虫コミックス第22巻に収録）に登場する。
実在の戦闘機であるゼロ戦に似ているが、サイズはラジコン飛行機のように小さい。怪物に対しての攻撃用にドラえもんが出したが、ほんの少ししか登場しなかったため詳細は不明。

## 世話やきロープ
世話やきロープ（せわやきロープ）は、「細く長い友だち」（てんとう虫コミックス第27巻に収録）に登場する。
蛇使いを思わせるかごに、長いロープが入っている。ロープ自体が意思を持っており、自在に動いたりさまざまな形に変形したりして、あれこれと人の世話を焼く。ロープ先端の吸盤で手のように物をつかむことをはじめ、人のような形になって動き回ったり、ウマや飛行機に変形して移動手段となったり、遊び道具としてジェットコースターや観覧車に変形したりできる。家庭では人型で料理や遊び相手を務めたりと、あらゆる場で万能に活躍する。留守番においても集金に対応したり押し売りを追い払ったりと頼もしい。悲しんでいる場合頭をなでて慰めてくれるなど、感情にも対応する。人間のように動くものの、口をきくことはできず、手の形をとって手話またはハンドシグナルのような仕草で意思表示をする。また、傘に変形した場合、輪っかの形になっているが輪っかの下にいると雨に濡れない。

## 戦車ズボン
戦車ズボン（せんしゃズボン）は、「戦車ズボン」（てんとう虫コミックススペシャル『ドラえもんカラー作品集』第1巻に収録）に登場する。
戦車型のズボン。ズボンといっても本物の戦車のような形で、履くと戦車の砲塔から履いた者が上半身を出したようなスタイルとなり、下半身は戦車の中で正座の状態となる。そのために自分の足で歩くことはできないが、キャタピラによって頭で考えた通りに走ることができ、垂直な壁面や天井なども自在に走ることができる。ズボンの機能として一応両脇部分にポケットも付いており、小便は戦車砲から出す仕組みになっている。戦車とは銘打っているものの、砲弾を発射する機能は無い。

## 潜水ゴンドラ
潜水ゴンドラ（せんすいゴンドラ）は、「竜宮城の八日間」（てんとう虫コミックス第25巻に収録）に登場する。
潜水艦の一種。6人程度が乗れ、深海の水圧にも耐える構造を持つ。内部の座席にはハンドルらしきものがあるが、作中では自力での操縦による航行ではなく、ワイヤーを射出してほかの乗物に貼り付け、牽引してもらうことで航行していた。

## 全体復元液
全体復元液（ぜんたいふくげんえき）は、「全体復元液」（てんとう虫コミックス『ドラえもんプラス』第2巻に収録）に登場する。
スポイトに入った薬液。破損した物の欠片にこの薬をたらすと、全体が蘇る。たとえば紙の印刷物の燃えかすに使用すると、燃える前の姿に戻る。恐竜の化石の破片に使用すると、化石の全身骨格になり、恐竜が生前の姿に戻るわけではない。同様の道具に「トカゲロン」がある。

## 潜地服
潜地服（せんちふく）は、「潜地服」（藤子・F・不二雄大全集第3巻に収録）に登場する。
地面や床などを水中と同じように泳げる、地上で使える潜水服である。ただし、ジッパーが壊れるなどして服が脱げなくなると地面から出ることができず、溺れる危険性がある。
てんとう虫コミックスでは、第6巻収録「ドラえもん百科 すばらしい道具のいろいろ」でのみ紹介している。

## 仙人らくらくコース
仙人らくらくコース（せんにんらくらくコース）は、「仙人らくらくコース」（てんとう虫コミックス第43巻に収録）に登場する。
仙人気分を味わうことのできる道具。トランクケースのような箱に風船仕掛けで膨らませる「仙人の家」、30センチメートルほどの大きさの「仙人ロボット（声 - 不明（1990.9）→高戸靖広（2007.9）→佐藤正治（2018.8））」が入っており、このロボットが師匠となって使用者に神通力の修行を施す。
「らくらく」という名前とは裏腹に修行はかなり厳しく、逆らったり修行がうまくいかないと雷雲の稲妻を浴びて黒焦げになってしまう。おまけに一度修行に入ってしまうと、一通りの修行を終えるまで逃げることは許されない。ただし、仙人ロボットが地面に激突するなどして故障すると同時に修行から解放される事になる。
最も簡単な修行（と仙人ロボットが称するもの）は「雲に乗る術」だが、そのためには無念無想になる必要がある。修行は石の上でやる他、滝に打たれたりもする。修行中に寝たり、逃亡しようとすると雷雲の稲妻に打たれる。なお、修行中の食事は仙人食の「谷底に溜まった霞」。雲に乗っている最中に、心が乱れると神通力を失って地面に落下してしまう。これは仙人ロボット自身も同様で、作中ではしずかのスカートの中を見たロボットが平常心を失い雲から落下してしまっている。『今昔物語集』「久米仙人始造久米寺語 第廿四」に同様の煩悩に負けて墜落する仙人の話がある。

## 船舶専用レーダー高性能ワールドタイプ
船舶専用レーダー高性能ワールドタイプ（せんぱくせんようレーダーこうせいのうワールドタイプ）は、「ボトルシップ大海戦」（てんとう虫コミックス第45巻に収録）に登場する。
あちこちの船舶を探し出すことのできるレーダー。「ワールドタイプ」というだけあり、船と名のつくものであれば町中の公園のボートから、海の上の豪華客船まで探し出すことができる。タイム・マシンモードに切り替えれば、別の時代の船を探すこともできる。

## 船舶びんづめ機
船舶びんづめ機（せんぱくびんづめき）は、「ボトルシップ大海戦」（てんとう虫コミックス第45巻収録）に登場する。
ボトルシップを作るための道具。前もって用意したあきビンと「船舶専用レーダー高性能ワールドタイプ」を接続し、レーダーで船を捉えて「キャッチボタン」を押すと、その船がビンに合わせたサイズとなって瓶の中にコピーされる。船の周囲の水も一緒にコピーされ、船の動きに合わせて水や船が動くため、本物さながらの臨場感が楽しめる。乗っている人はコピーされないため、たとえば池のボートをコピーすれば、無人のボートが勝手にオールを漕いでいる状態となる。戦闘中の軍艦をコピーすると、ビンの中から砲弾が飛び出すこともある。ビンは所詮ガラスなので、砲弾が当たれば割れてしまい中の水が流れ出すこともある。

## せん用電車
せん用電車（せんようでんしゃ）は、「せん用電車で行こう」（ぴっかぴかコミックススペシャル『カラー版ドラえもん』および藤子・F・不二雄大全集第18巻に収録）に登場する。
デパート屋上の遊戯道具のような、2人乗りの小さな電車。実際に線路を走ることができるほか、前部から瓶のようなものが飛び出して歯磨き粉のように地面に線路を引き、線路の無い地面でも走ることができる。ただし水の中までは走ることができない。また既存路線の延長として線路を引いた場合、その路線の車両が迷い込む危険がある。
てんとう虫コミックスでは、第6巻収録「ドラえもん百科 すばらしい道具のいろいろ」で紹介されている。

## 千里一歩はねぼうき
千里一歩はねぼうき（せんりいっぽはねぼうき）は、「きらいなテストにガ〜ンバ!」（てんとう虫コミックス『ドラえもんプラス』第1巻に収録）に登場する。
ことわざの「千里の道も一歩から」をモチーフとした道具。大量の宿題に気が滅入っているときなど、この羽ぼうきでその本をはらうと、最初の1ページ以外が白紙となり、そのページをこなすたびに次のページの書面が現れるようになる。実質的にページ数は変わらないものの、「まずは1ページだけやれば済む」といった精神的効果を促す道具である。

## 千里眼
千里眼（せんりがん）は、テレビ特別番組「ドラえもん・ヨーロッパ鉄道の旅」に登場する。
黒字に白線で目の模様が描かれたシール状の道具で、物体に貼り付けることで遠くの事物を観察・記録することができる。のび太がスネ夫を見返すための鉄道ミニチュアを製作するためのデータ収集に、ヨーロッパ旅行へ赴く藤子不二雄先生らのカメラに取り付けるが、長時間使用するとオーバーヒートで爆発する欠陥があることをセワシから警告され、慌てて回収に奔走する羽目になる。